# Bussolyckan utanför Arboga

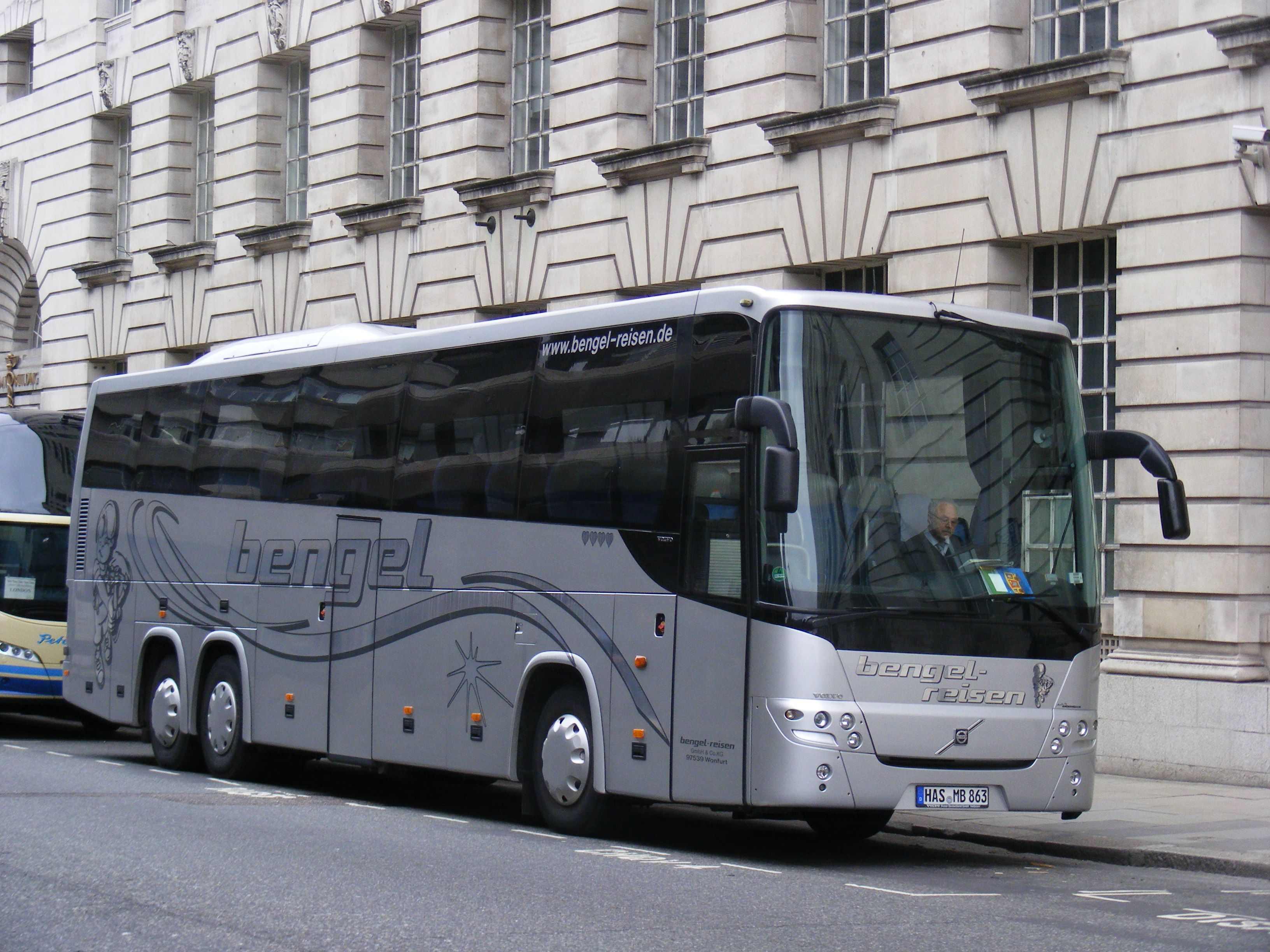
Volvo 9900 - Samma modell som olycksbussen

Bussolyckan utanför Arboga inträffade på förmiddagen fredagen den 27 januari 2006. I bussen, på väg på från Västergötland till Stockholm och musikalen Mamma Mia!, fanns 51 personer. Nio personer omkom i olyckan och många skadades svårt, vilket gjorde det till en av de svåraste bussolyckorna som inträffat i Sverige. Olyckan orsakades av att föraren drabbades av en "frånvaroattack".

## Händelsebeskrivning
Olycksbussen kördes av ett bussbolag i Skövde och skulle göra en teaterresa till Stockholm över veckoslutet. Bussen avgick från Skövde vid 9:30 på morgonen den 27 januari 2006 och hade 50 passagerare ombord. Ca kl. 11:40, då bussen befann sig på motorvägen E18/E20 i höjd med Högsjön väster om Arboga, körde den av vägen. Då var hastigheten ca 107 km/h (enligt haverikommissionens beräkningar). Bussar av denna typ får köras i maximalt 100 km/h och det är troligt att hastigheten var en bidragande orsak till det allvarliga utfallet av olyckan.
Vid olyckan deformerades bussen kraftigt, då den välte, och ungefär 25 passagerare blev fastklämda i vraket. Det tog ca 3,5 timmar innan alla kunde föras till sjukhus och trots att sjukvårdspersonal försökte skydda de fastklämda från på olika vis från de 6 minusgrader som rådde så drabbades en del av hypotermi. Nio av passagerarna omkom vid händelsen. De flesta av de omkomna avled inte vid själva avåkningen utan på grund av att de blev klämda, vilket försvårade andning m.m. Samtliga avlidna kunde identifieras samma dag som olyckan inträffade.
Efter olyckan lyckades flera personer i bussen ta sig ut på egen hand eller med hjälp av medpassagerare, och det var föraren själv som ringde SOS Alarm.
Statens haverikommission kom i sin undersökning fram till att föraren av bussen, en man i 60-årsåldern, drabbats av en frånvaroattack och därmed förlorat kontrollen över bussen. Inga tekniska brister kunde konstateras på fordonet.

Offren för olyckan hedrades på kvällen efter olyckan på teatern Cirkus i Stockholm, dit de varit på väg.

## Olycksplatsen

### Väder
Vid olyckstillfället rådde dagsljus. Det var sol och ingen nederbörd, sikten var god. Lufttemperaturen var 6 minusgrader.

### Vägdata
Vägsträckan Örebro-Arboga, där olyckan inträffade, är 43 km lång och öppnades för trafik på hösten år 2000. Det är motorväg med två körfält i vardera riktningen, med en hastighetsbegränsning på 110 km/h. Vägen är byggd enligt Vägutformning 94 (VU94-S1), med hög säkerhetsstandard och har en 13 meter bred mittremsa. Där olyckan inträffade är vägen i stort sett plan men strax innan är det en uppförsbacke med ca 4% lutning. Vägbanan höll vid tidpunkten för olyckan 5 minusgrader. Vägbanan var fuktig men ingen halka rådde. Saltning hade skett tidigare samma morgon.
Vägverket (nuvarande Trafikverket) uppgav att den vägsträcka där olyckan inträffade är ovanligt olycksdrabbad. Under åren fram till den aktuella olyckan inträffade 80 andra trafikolyckor där, med många skadade och tio döda. Det är dock inte troligt att den aktuella olyckan orsakades av vägens utformning.

## Bussen
Bussen var en 13,68 meter lång Volvo 9900 av 2003 års modell, utrustad med en extra bakre axel, en s.k. boggie, som styr med i kurvor. Bussen fick lasta maximalt 53 passagerare, vilket betyder att den vid olyckstillfället var i stort sett fullsatt.
Vid olyckan hamnade bussen på höger sida i ett dike, vilket ledde till att samtliga glasrutor krossades. Även bak- och frontrutan krossades. Takets högersida fick kraftiga skador.
Ingenting tyder på att fordonet hade några tekniska fel som kunde bidragit till olyckan.

## Föraren
Föraren var en 62-årig man med 6-7 års erfarenhet av busskörning. Strax innan olyckan tappade han medvetandet och hade inget minne av själva olyckan. Han vaknade till efter olyckan och fick hjälp ut. Han fick allvarliga skador. Den efterföljande utredning av förarens hälsa, förutom de skador han fick vid själva olyckan, visade på att han drabbats av ett epileptiskt anfall, som inte hade kunnat förutses.